# A Day of One Hero
A Day of One Hero, Starring Kazuki Shimizu (A DAY of one HERO 清水一希 主演 A Day of One Hero Shimizu Kazuki Shuen) là một phim direct-to-video được phát hành vào ngày 21 tháng 11 năm 2011 với diễn viên chính Kazuki Shimizu vào vai chính mình trong một mockumentary về vai diễn Don "Hakase" Dogoier trong series Super Sentai Kaizoku Sentai Gokaiger. Bộ phim cũng có sự xuất hiện của các diễn viên Tokusatsu kỳ cựu Yoshio Yamaguchi và Nao Nagasawa.

## Cốt truyện
Một ngày kia, một khẩu súng được phát hiện trong túi xách của diễn viên Kazuki Shimizu, gây ra nhiều rắc rối cho anh.

## Diễn viên
- Kazuki Shimizu (清水 一希 Shimizu Kazuki?)
- Yoshio Yamaguchi (山口 祥行 Yamaguchi Yoshio?)
- Nao Nagasawa (長澤 奈央 Nagasawa Nao?)